# 尼尔·罗杰斯 (游泳运动员)
尼尔·罗杰斯（英語：Neil Rogers，1953年6月22日—2024年4月17日），澳大利亚男子游泳运动员。他曾代表澳大利亚参加1970年和1974年英联邦运动会游泳比赛，获得一枚金牌、三枚银牌和一枚铜牌。他也曾参加1972年夏季奥运会和1976年夏季奥运会。
他有两个兄弟格雷格·罗杰斯（1968年夏季奥林匹克运动会和1972年慕尼黑奥运会两届奥运会冠军）和罗恩 (Ron)（澳大利亚公开赛腰带冠军）。